# Metrô BH
A Metrô BH é uma empresa brasileira de capital fechado, com sede em Belo Horizonte, sendo uma concessionária privada outorgada pelo Governo do Estado de Minas Gerais para gestão, manutenção e operação das linhas do Metrô de Belo Horizonte.
A empresa faz parte do Grupo Comporte, uma holding corporativa que reúne diversas empresas do setor de transporte de passageiros e de cargas, e liderada pelos empresários Constantino de Oliveira, Henrique Constantino e José Efraim Neves. 
É responsável pelo sistema metroviário da capital mineira desde março de 2023.

## História
O sistema metroviário de Belo Horizonte foi Inicialmente construído e operado pela CBTU (Companhia Brasileira de Trens Urbanos), uma empresa estatal do Governo Federal. Entretanto, foi realizada em 2019 a inclusão, tanto da CBTU quanto da Empresa de Trens Urbanos de Porto Alegre (Trensurb), outra estatal federal da área de transporte de passageiros sobre trilhos, no Programa de Parcerias e Investimentos (PPI) do então Ministério da Economia, com o objetivo de repassar o controle das empresas estatais e seus sistemas ao setor privado, com a participação efetiva dos respectivos estados da federação, que receberiam a gestão de seus sistemas em conformidade com o critério estabelecido na Constituição Federal de 1988, e ficariam responsáveis pela execução e fiscalização dos contratos com os novos operadores de seus sistemas. 
Por ter os estudos técnicos do programa em estágio mais avançado, o sistema de Belo Horizonte seria então o primeiro a passar pelo processo de desestatização. Em 2021, com a anuência do Governo do Estado de Minas Gerais, o processo avançou então à fase de execução. O Governo Mineiro passou, a partir de então, a ser o novo proprietário do sistema, cuidando na figura de poder concedente, da realização do leilão, assinatura e fiscalização do contrato com a nova concessionária privada, além de desenvolver e coordenar os projetos de futuras expansões e criação de novas linhas e também realizar as licitações de concessão dos referidos projetos. Assumiu também a cogestão da CBTU/MG, já totalmente desmembrada da CBTU nacional e agora controlada pela Veículo de Desestatização de Minas Gerais Investimentos S/A (VDMG Investimentos), empresa criada como instrumento para a realização do processo licitatório e que seria integralmente transferida para o novo operador privado, por meio de transferência de 100% de seu capital acionário e patrimonial.
O edital foi publicado em 23 de setembro de 2022 e o leilão realizado em 22 de dezembro do mesmo ano, na sede da Bolsa de Valores de São Paulo.
O Grupo Comporte apresentou oferta com ágio de 33,9% em relação ao valor mínimo de outorga e se sagrou vencedor do certame, ganhando o direito de explorar as linhas 1 e 2 do sistema pelo período de 30 anos. Também ficou incumbido de realizar todas as obras de expansão e modernização propostas no edital de licitação.
O contrato de concessão foi assinado em 23 de março de 2023. A partir daí, o Grupo Comporte assumiu integralmente o controle acionário da VDMG Investimentos ficando imediatamente responsável pelo controle do serviço e passou a adotar a marca Metrô BH para operar o sistema. 
Todo o processo de transição operacional, que é praxe no setor, foi realizado ainda durante os atos burocráticos do processo de concessão. Isso permitiu que a concessionária assumisse a gestão e operação do sistema imediatamente após a assinatura do contrato. 